# Stanfield (Norfolk)
Pour les articles homonymes, voir Stanfield.
Stanfield est une paroisse civile et un village du Norfolk, en Angleterre.